# Brave New World (roman)
Brave New World is een dystopische sciencefictionroman uit 1932 van de Britse schrijver Aldous Huxley. Het boek is in vele talen vertaald en wordt alom beschouwd als een prominent werk uit de 20e-eeuwse wereldliteratuur. Het is in het Nederlands voor het eerst vertaald als Het soma-paradijs (John Kooy, 1934) en later als Heerlijke nieuwe wereld (Maurits Mok, 1971 en Pauline Moody, 1999).
De roman wordt voorafgegaan door een Franstalig citaat uit een passage over utopie en vrijheid uit het werk van de schrijver Nicolas Berdiaeff en in 1946 door Huxley voorzien van een voorwoord. De spanning tussen utopie en vrijheid kan worden herkend als het thema van deze roman.

## Samenvatting
In een jaar in de toekomst dat volgens een nieuwe jaartelling wordt aangeduid als "het jaar 632 na Ford" wordt een groep eerstejaarsstudenten rondgeleid door de Director of Hatcheries and Conditioning) in de Londense Broed- en kweekcentrale (Central London Hatchery and Conditioning Centre, DHC). Hij legt de werking uit van de machines die baby's produceren. Eitjes worden op pijnloze wijze onttrokken aan het vrouwelijk lichaam en bevrucht in flessen. Deze flessen bevatten elk speciale voedingsstoffen voor elk van de sociale klassen, van alfa-plus tot epsilon-min. Dankzij de revolutionaire uitvinding van Bokanovsky is het mogelijk uit een enkel eitje tot 96 identieke mensen te produceren, uitstekend geschikt voor de hun toegemeten standaardtaken in de maatschappij. De massaproductie, zoals die in gang was gezet door de grote Ford, verzekert het materiële welzijn van iedereen. Geestelijke noden worden effectief bestreden door middel van soma, een drug die vergetelheid brengt. Individualiteit is uitgebannen. 
Gemeenschappelijkheid, Gelijkvormigheid, Gelijkmatigheid is de norm (Community, Identity, Stability).
De studenten zijn zeer onder de indruk van de heldere uiteenzetting van de directeur en de efficiëntie van de apparatuur en de medewerkers. Hun bewondering wordt nog groter als Mustapha Mond, een van de tien wereldbeheerders, zich bij hen voegt en hen confronteert met de walgelijke zeden en gebruiken van weleer in "de oude wereld". Hij schuwt zelfs niet taboewoorden als 'vader' en 'moeder' te gebruiken. Mond legt uit dat promiscuïteit een sociale noodzaak is, want allen behoren immers toe aan elkaar.
Bernard Marx is een van de personen die zich niet erg gelukkig voelt. Hij blijkt nog behept met de versmade trekken van de pre-Fordiaanse mens en is op een 'ouderwetse' manier verliefd op Lenina Crowne. Hij kan het dan ook niet aanvaarden dat Lenina affaires heeft met meerdere andere mannen. Bernard wordt daardoor beschouwd als een buitenbeentje en niet erg serieus genomen. Niettemin weet hij Lenina zo ver te krijgen dat ze met hem meegaat op een vakantie naar een reservaat in New Mexico, waar een primitieve gemeenschap in stand wordt gehouden ten behoeve van de wetenschap. Onder de daar wonende indianen treffen zij de blanke John aan, die hun vertelt dat hij de zoon is van ene Tomakin, die vele jaren geleden het reservaat bezocht had in het gezelschap van een meisje. Toen dit meisje onbedoeld zwanger was geraakt, had Tomakin haar verlaten en was naar Londen teruggekeerd. De jonge John was opgegroeid in het primitieve leven van de indianen, maar had daar wel toegang tot een oude verzameling van de werken van Shakespeare, waaraan hij zijn ideeën en moraal ontleende.
Bernard raadde vrij snel dat Tomakin zijn baas, de directeur van het Broedwezen, moest zijn, over wie bekend was dat hij lang geleden met een meisje naar New Mexico was gereisd en alleen was teruggekeerd. Bernard bedenkt dat het een mooi experiment zou zijn om deze 'wilde' en zijn moeder Linda bloot te stellen aan de invloeden van de moderne maatschappij en nodigt hen dan ook uit met hem terug te reizen. Een andere reden is dat hij, als het nodig zou zijn, de directeur, met wie hij niet op goede voet verkeert, kan confronteren met zijn verleden en zijn vaderschap. John gaat graag op de uitnodiging in, enerzijds omdat hij benieuwd is naar die "mooie nieuwe wereld", anderzijds omdat hij verliefd geworden is op Lenina.
Terug in Londen dreigt Bernard in ongenade te raken bij zijn baas vanwege zijn onorthodoxe gedrag, dat beschouwd wordt als misdadig. Bernard brengt hierop Linda en John in stelling. Zij begroeten de directeur als hun man en vader, wat de directeur in grote verlegenheid brengt. Hij ziet zich genoodzaakt zijn ambt neer te leggen en uit het openbare leven te verdwijnen.
Linda is blij terug te zijn in de heerlijke wereld en geeft zich volledig over aan de drug soma. John wordt een gewilde attractie. Hij verafschuwt echter de wereld waarin hij terecht is gekomen en waarin hij niets herkent van de waarden waarmee hij via de werken van Shakespeare is opgegroeid en waarin hij gelooft. Hij is geschokt als Lenina hem onbeschaamd haar lichaam aanbiedt.
Linda overlijdt, in aanwezigheid van haar zoon, in het ziekenhuis aan een overdosis soma. John is verontwaardigd over de ongevoelige behandeling van het ziekenhuispersoneel, dat geen enkel respect voor de dood schijnt te kennen. Hij ontketent een opstand onder de lagere arbeiders die op het punt staan hun wekelijkse rantsoen aan soma te ontvangen. Hij wordt gearresteerd en voorgeleid bij Mustapha Mond. Bernard Marx en de enige vriend die hem schijnt te begrijpen, Helmholtz Watson, zijn aanwezig bij het gesprek tussen Mond en John, waarbij Mond uitlegt op welke principes de moderne maatschappij is gebaseerd. Stabiliteit is de steunpilaar van de maatschappij, en alle zaken die dat principe ondermijnen, zoals kunst en godsdienst, zijn uitgebannen. Ook de wetenschappen moeten opereren binnen vastgestelde grenzen. Hoewel Mond een briljant betoog houdt, houdt John vast aan het menselijk recht ongelukkig te zijn, en oud en ziek te worden en in onzekerheid te leven; kortom: het "recht op vrijheid". Mustapha Mond kan alleen nog de schouders ophalen over zoveel naïviteit. Mond besluit Bernard en Helmholtz te verbannen naar de Falklandeilanden voor hun anti-sociale gedrag maar laat John gaan.
John trekt zich terug op het platteland om weer een eigen leven te leiden volgens zijn eigen normen. Hij wordt echter niet met rust gelaten. Hij wordt beschouwd als een toeristische attractie, waardoor vele mensen een dagtochtje ondernemen om te zien wat deze rare man uitspookt. Hij wordt bestookt door journalisten en sensatiejagers.
John is nog steeds verliefd op Lenina, maar probeert zijn begeerte te verdrijven door zichzelf te geselen. Als Lenina hem ook komt bezoeken, wordt hij zo overmand door zijn passies dat hij haar geselt tot zij dood is. Als hij tot het besef komt van wat hij gedaan heeft, hangt hij zich op.

## Thema

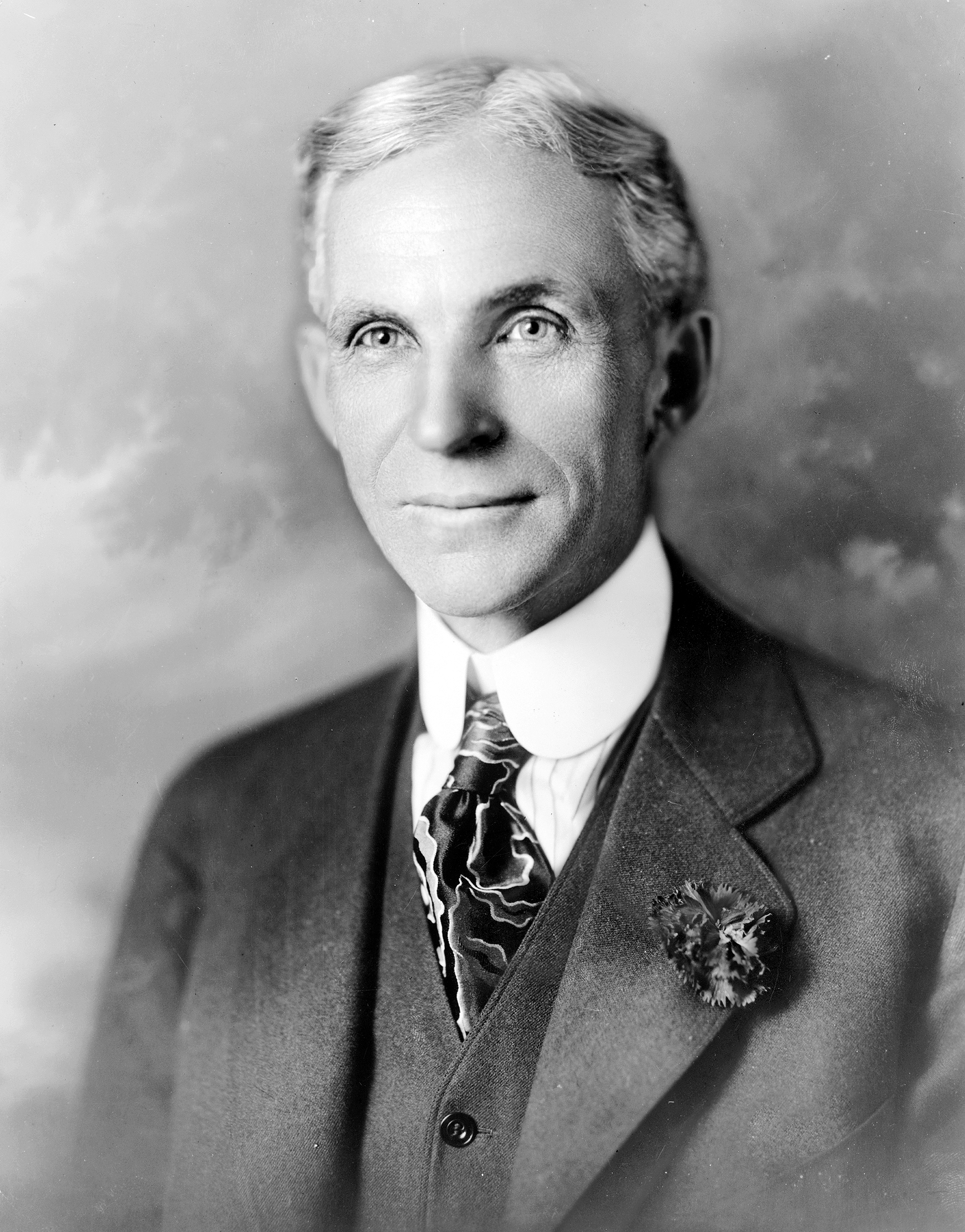
Henry Ford wordt in het boek gezien als messiasfiguur

De sciencefictionroman beschrijft een toekomstige wereld die geheel beheerst wordt door technologie en rationalisme. De mensen zijn gezond en gelukkig, oorlog en armoede kennen ze niet. In die zin lijkt het werk eerder een technologische utopie dan een dystopie, zij het op ironische wijze, want traditionele waarden als liefde, trouw, gezinsleven, kunst en godsdienst bestaan niet langer, evenmin als de vrije keuze voor een individueel bestaan.
In het voorwoord dat Huxley in 1946 toevoegde, omschrijft hij het thema als "the advancement of science as it affects human individuals". Het thema is dus niet de vooruitgang van de wetenschap als zodanig; het is de vooruitgang van de wetenschap voor zover deze menselijke individuen raakt.
De jaartelling die in het boek gehanteerd wordt geeft aan op welke inzichten de nieuwe wereld is gebaseerd. Het verhaal begint in het jaar 2540 n.Chr., wat echter wordt aangeduid als 632 n.F. – na Ford. Henry Ford introduceerde namelijk in het jaar 1908 n.Chr. zijn eerste Ford Model T en stond met zijn  lopende band voor de massaproductie van zijn auto's aan de basis van het fordisme. De T heeft in de nieuwe wereld ook een quasi-religieuze betekenis gekregen als vervanger van het kruisteken.
Het verhaal speelt zich af tegen de achtergrond van een totalitaire Wereldstaat, met als motto Gemeenschap, Identiteit, Stabiliteit (Community, Identity, Stability). Deze eenheidsstaat wordt beheerst door tien wereldbeheerders (World Controllers), die hun hoofdkwartier hebben in verschillende grote steden. Slechts enkele afgelegen gebieden zijn behouden in de 'oude' staat en dienen als reservaat. De reden hiervan is dat deze gebieden weinig natuurlijke hulpbronnen hebben en een minder aangenaam klimaat, waardoor het brengen van 'beschaving' in die streken niet economisch zou zijn. Ook zijn er eilanden, zoals IJsland en de Falklandeilanden, die bestemd zijn voor die enkele burgers die zich in de moderne maatschappij niet thuis voelen.
De mensen die in deze wereld leven zijn niet op de ons bekende wijze ter wereld gekomen. Het "levend baren" is ouderwets en afstotelijk. Nieuwe mensen worden uitgebroed in laboratoria, zoals in de 'Londense broed- en kweekcentrale' (Central London Hatchery), waarin embryo's worden gemanipuleerd om te passen in een bepaalde stand of kaste. De sociale klassen zijn ingedeeld in vijf standen: alfa, bèta, gamma, delta en epsilon (alfa, beta en gamma niet te verwarren met de gangbare indeling van wetenschappen). Hierin zijn kleine variaties mogelijk door een min of plus aan de klasse toe te voegen. In de alfa-klasse is zelfs sprake van een 'dubbel-plus'. De alfa's en bèta's behoren tot de hogere klassen, de overige tot de lagere arbeidersstanden. Men is technisch zo ver gevorderd dat door middel van het 'Bokanovsky-proces' zelfs tot 96 identieke mensen kunnen worden gemaakt; dit proces wordt voornamelijk toegepast voor de laagste kasten. De verschillende standen leven echter vreedzaam samen, al is er wel de neiging om met enige minachting neer te zien op een lagere klasse. Rassenonderscheid is er niet. Het verschil tussen de klassen wordt ook duidelijk in de kleur van de kleding die men draagt. Alfakinderen dragen grijs, betakinderen paars, gammakinderen groen, de delta's hebben kaki en de epsilons zwart.
Al vanaf jonge leeftijd worden de kinderen onderworpen aan slaaponderwijs of hypnopaedia. Dit gebeurt niet om parate kennis aan te brengen (wat eerder in de geschiedenis bij experimenten onpraktisch was gebleken) maar om sociaal bewustzijn bij te brengen en trots op de eigen klasse. Ook het onderwerp 'elementair geslachtsleven' wordt via het slaaponderwijs bijgebracht.
In de nieuwe wereld heerst een vrije seksuele moraal en mensen worden aangemoedigd wisselende contacten te hebben. Ook jonge kinderen wordt aangeleerd deel te nemen aan seksspelletjes. Een gezinsleven bestaat dan ook niet. Woorden als 'gezin', 'vader' en 'moeder' worden zelfs gezien als taboe, waar beschaamd op gereageerd wordt.
De maatschappij is gebaseerd op consumentisme, onmiddellijke behoeftebevrediging en massaproductie. Mensen worden geacht voortdurend in contact te zijn met anderen, alleen-zijn hoort niet tot de mores. De vrij verkrijgbare drug soma geeft een gevoel van gelukzaligheid. Mensen die geen soma willen gebruiken, worden daarom niet begrepen. Voor verstrooiing zijn er televisie, elektronische sporten en spelletjes, en 'feelies', doorgaans erotisch getinte films die ook de gevoelszintuigen prikkelen.
In deze wereld plaatst Huxley twee personen die niet aan de normen voldoen: Bernard Marx, een intelligente alfa, bij wie niettemin 'een steekje los' zit (mogelijk, zoals gesuggereerd wordt, door een abusievelijk teveel aan alcohol in zijn bloedsurrogaat in de foetale fase) en John Savage, die is geboren in een indianenreservaat in New Mexico, en daar is opgegroeid met toegang tot de werken van William Shakespeare, die hem een 'traditionele' en door emoties geïnspireerde kijk op de werkelijkheid geven.

## Concept van Huxley
Huxley vreesde de invloed van nieuwe technologische en wetenschappelijke ontwikkelingen op de mens. Bijna overal ter wereld werd de vooruitgang met open armen ontvangen zonder het potentiële gevaar te overwegen. Brave New World is Huxleys waarschuwing voor de nieuwe wereld die zijn intrede doet. Hij wil dat wij ons realiseren dat kennis macht is, dat diegene die in staat is de kennis te beheren ook de lakens zal uitdelen. Volgens hem had de mens een kracht losgelaten die groter was dan hij zelf kon controleren. 'Man had built higher than he could climb’ zoals hij het kritisch verwoordt. Wetenschap en technologie moeten ondergeschikt blijven aan de mens en mogen ons niet beteugelen.
In Brave New World schotelt hij ons zijn pessimistische visie op het leven in de nabije toekomst voor; een wereld waarin de wetenschappelijke standaardisatie volledig is doorgevoerd. De personages in Brave New World zijn slechts uitgewerkt zover nodig is om de ideeën over te brengen en om een portret van de samenleving te schetsen. In sommige opzichten is die nieuwe wereld waarin ze leven het hoofdpersonage van het boek. Er bestaan verschillende boeken over dit onderwerp maar wat de interpretatie van Huxley verschillend maakt, is het feit dat zijn fictieve maatschappij niet alleen onder een totalitaire overheid leeft, maar ook door mensen als robots wordt omhelsd. Soma, de stemmingscontrolerende drug, is het gebruikte wapen voor wereldmacht. Leiders hebben zich gerealiseerd dat de kracht van intimidatie beperkt is en enkel haat verspreidt onder de bevolking. Dankzij de drug kunnen ze de verschillende meningen van de onderdrukten beheersen en uitwieden. Het kastensysteem in Brave New World is even ingenieus: er is geen klassenstrijd omdat de conditionering van de mens de hebzucht, het basisingrediënt van het kapitalisme, heeft geëlimineerd.

## Situering in tijd en achtergrond
Utopische literatuur was lang een aanknoping voor westerse schrijvers. Homerus, Plato, Dante, Sir Thomas More, Jonathan Swift, Voltaire en H.G. Wells schreven allemaal werken waarin utopische maatschappijen werden afgebroken of geprezen. In dat opzicht is Huxley een erfgenaam van een lange traditie tot op één radicaal verschil: zijn houding naar wetenschap en ontwikkelingen in die maatschappij. Voor Huxley was de toekomst onheilspellend, in tegenstelling tot de meeste optimistische opvatting over de toekomst was Brave New World een waarschuwing voor de groeiende trend van het transhumanisme. In zijn roman noemde hij vele personages naar personen die een sterke invloed op de wereld hadden, het is dankzij hun ontwikkelingen of ideeën dat de totalitaire en technocratische wereld in Brave New World kon ontstaan.
Hoewel de roman zich in de toekomst situeert beschreef Huxley voornamelijk procedés die hijzelf tot ontwikkeling zag komen. Huxley was erg op de hoogte van de sociale en wetenschappelijke veranderingen die over de wereld werden doorgevoerd. Vooral rond 1920 begon de technologie aan een snelle opmars en machines begonnen vele arbeiders te vervangen. Een groot voorbeeld daarvan was Henry Ford; de vader van de lopende band was nu in staat om efficiënt een massaproductie van auto’s op te starten die betaalbaar waren voor zijn eigen arbeiders. Huxley bezoekt zo ook onder andere de nieuwe geavanceerde chemiefabriek ‘Brunner and Mond’ waar kunststoffen worden geproduceerd voor allerhande toepassingen. Deze nieuwe vormen van fabriceren maakten veel indruk op hem en hij vernoemde zelfs een van de personages, Mustapha Mond, naar de oprichter Alfred Mond. Fords innovatieve productie- en managementtechnieken beïnvloedden Huxley zodanig dat hij Ford niet alleen tot held benoemde maar hem in Brave New World ophemelde tot het goddelijke, zoals hij dat duidelijk laat uitschijnen in de jaartelling ‘After Ford’ en de uitdrukking ‘By Ford’.
De slechte economische omstandigheden hadden een negatief gevolg op de koopkracht en producenten moesten de vraag naar hun producten hoog proberen houden, dit kon via reclame. Brave New World is een wereld waarin consumptie tot een religie is verheven en is een satire op de echte wereld. De bevolking werd aangezet tot het kopen van overbodige luxe waar ze het geld niet voor hadden en ging massaal op krediet kopen. Wanneer Huxley Brave New World schrijft in 1931 was dit aan het begin van de wereldwijde depressie ten gevolge van de Amerikaanse beurscrash in 1929. Mensen verloren hun spaargeld en er heerste een grote werkloosheid, het zogezegde perfecte kapitalistische systeem gebaseerd op consumptie sprong als een luchtbel uiteen. In Europa heerste er bovendien een algemene angst voor de amerikanisering. Huxley, die voordien al Amerika had bezocht, verwerkt zijn spottende ideeën over de Amerikaanse cultuur zoals de misleidende reclame en seksuele promiscuïteit in zijn boek. Zo wordt bijvoorbeeld de Amerikaanse uitvinding van eerste geluidsfilm of ‘Talkies’ geïntegreerd als de ‘Feelies’, het oppervlakkige substituut voor het daadwerkelijke leven, waarbij naast geluid nu ook geur en gevoel worden gesimuleerd.
Rond diezelfde tijd begonnen wetenschappers de mogelijkheden naar de manipulatie van de menselijke psyche te onderzoeken. Er werd geëxperimenteerd met controversiële ideeën van de Russische wetenschapper Pavlov en zijn collega-wetenschapper John B. Watson over de conditionering van menselijke reflexen. Zij geloofden dat de mensen tot een netwerk van stimuli en reacties gereduceerd zouden kunnen worden. Ook de Eugenics Movement, een beweging die streed voor het verbeteren van het mensenras dankzij kunstmatige selectie, kreeg veel aanhang en kende enkele leden uit Huxleys familie van erkende biologen. Ook de hypnopaedia ofwel het passief leren in je slaap zoog Huxley niet uit zijn duim, tussen 1920 en 1930 hoopten mensen om op deze manier informatie op te kunnen nemen. Elektro-encefalografie, een methode om de activiteit in de hersenen te meten, bevestigde dit en bewees dat het daadwerkelijk onze emoties en opvattingen kon beïnvloeden. Ook Freuds opvatting uit de psychoanalyse begon aan populariteit te winnen. Hiermee kunnen we verklaren dat Huxley de nadruk legt op de conditionering van de mensen in plaats van de genetische manipulatie. Huxley schreef Brave New World immers dertig jaar voor de ontdekking van het DNA en moest zich voor de genetica behelpen met oudere studies over overerving zoals die van Gregor Mendel en Claude Bernard.

## Titel
De titel is ontleend aan de woorden die Miranda spreekt in The Tempest ('"De storm") van  William Shakespeare. In de eerste scène van de laatste akte zegt zij:
O wonder!
How many goodly creatures are there here!
How beauteous mankind is!
O brave new world,
That has such people in it!
Deze woorden worden in de roman aangehaald door John Savage (de Wilde) op het moment dat hij nog meent in een prachtige wereld te zijn beland.

## Heruitgaven
Het boek beleefde vele heruitgaven en werd in vele talen vertaald. In 1952 werd het door de Londense uitgeverij The Vanguard Library opnieuw uitgebracht in een reeks klassieke Engelstalige en vertaalde titels uit de wereldliteratuur, met werken van auteurs als William Somerset Maugham, Graham Greene, Compton Mackenzie, Daphne du Maurier en Margaret Irwin.

## Brave New World Revisited
In 1958 publiceerde Huxley het non-fictieboek getiteld Brave New World Revisited: een kritische beschouwing van de moderne wereld, waarin hij betoogde dat reeds veel van zijn dystopie inmiddels stilaan verwezenlijkt zou zijn.

## Island
Huxleys laatste roman Island uit 1962 wordt ook wel beschouwd als de utopische tegenhanger van zijn Brave New World uit 1932. Het is het fictief verslag van een cynische journalist die schipbreuk lijdt op het eveneens fictieve eiland Pala. De basis van Huxleys ideeën die in Island vorm zouden krijgen, zijn reeds te zien in het voorwoord dat hij in 1946 schreef voor een heruitgave van Brave New World. In deze utopie staan wetenschap en technologie ten dienste van de mens, en is de mens niet daarvan een slaaf zoals in de roman uit 1932.

## Varia
- Huxley liep met de setting van Brave New World als sciencefictionboek waarin menselijke embryo's werden gekweekt in feite vooruit op de "uitvinding" van de reageerbuisbaby in de jaren 70 van de 20e eeuw.
- In de roman Elementaire deeltjes (1998) van Michel Houellebecq discussiëren de twee hoofdpersonen, Michel en Bruno, over Brave New World. Bruno stelt vast dat sommigen het boek als een totalitaire nachtmerrie willen zien: "Dat is je reinste hypocrisie. Op alle punten – genetische beheersing, seksuele vrijheid, strijd tegen de ouderdom, vrijetijdsbeschaving – is Brave New World voor ons een paradijs, in feite is het precies de wereld die wij proberen te bereiken, tot nu toe zonder succes." Michel, die moleculair bioloog is en wiens pionierswerk op het gebied van gentechnologie in 2029 zal leiden tot de creatie van een nieuwe, verbeterde mensensoort, antwoordt: "Als je goed kijkt, zie je dat de harmonieuze gemeenschap die in Island wordt beschreven heel veel gemeen heeft met die van Brave New World."[2]
- Het boek werd in 1999 verkozen in Le Mondes verkiezing van de 100 beste boeken van de eeuw en in Modern Library's lijst van 100 Beste Engelstalige Romans. In 2003 kwam het boek voor in de Big Read-lijst.

## Nederlandse vertalingen
- Het soma-paradijs, vert. John Kooy, 1934
- Heerlijke nieuwe wereld, vert. Maurits Mok, 1971
- Heerlijke nieuwe wereld, vert. Pauline Moody, 1999 (herzien 2023)